# Episodi di Alphas (seconda stagione)
La seconda e ultima stagione della serie televisiva Alphas, composta da 13 episodi, è stata trasmessa Stati Uniti dal canale via cavo Syfy dal 23 luglio al 22 ottobre 2012.
In Italia è trasmessa dal 24 gennaio 2013 su Rai 4, senza indicazione dei titoli italiani degli episodi.
| nº | Titolo                        | Prima TV USA      | Prima TV Italia  |
| -- | ----------------------------- | ----------------- | ---------------- |
| 1  | Wake Up Call                  | 23 luglio 2012    | 24 gennaio 2013  |
| 2  | The Quick and the Dead        | 30 luglio 2012    | 24 gennaio 2013  |
| 3  | Alpha Dogs                    | 6 agosto 2012     | 2 febbraio 2013  |
| 4  | When Push Comes to Shove      | 13 agosto 2012    | 2 febbraio 2013  |
| 5  | Gaslight                      | 20 agosto 2012    | 9 febbraio 2013  |
| 6  | Alphaville                    | 27 agosto 2012    | 9 febbraio 2013  |
| 7  | Gods and Monsters             | 10 settembre 2012 | 16 febbraio 2013 |
| 8  | Falling                       | 17 settembre 2012 | 16 febbraio 2013 |
| 9  | The Devil Will Drag You Under | 24 settembre 2012 | 23 febbraio 2013 |
| 10 | Life After Death              | 1º ottobre 2012   | 23 febbraio 2013 |
| 11 | If Memory Serves              | 8 ottobre 2012    | 2 marzo 2013     |
| 12 | Need to Know                  | 15 ottobre 2012   | 2 marzo 2013     |
| 13 | God's Eye                     | 22 ottobre 2012   | 9 marzo 2013     |